# Луцій Манлій Вульсон (претор 197 року до н. е.)
Луцій Манлій Вульсон (лат. Lucius Manlius Vulso; III—II століття до н. е.) — римський полководець і політичний діяч з патриціанського роду Манліїв, претор 197 року до н. е. Брав участь у Галатській війні під керівництвом брата, Гнея Манлія Вульсона.

## Походження
належав до одного з найзнатніших патриціанських родів Риму, представники якого регулярно отримували консульство, починаючи з 480 року до н. е. Історики припускають, що і номен Manlius з нехарактерним для латинської мови буквосполученням nl, і перші його носії могли бути етруського походження. Когномен Вульсон (Vulso) або Вольсон (Volso), найбільш ранній з тих, що використовували Манлії, може бути пов'язаний з назвою етруського міста Вольсінії (Volsinii).
Згідно з консульськими фастами, у батька і діда Луція Манлія були преномени Гней і Луцій відповідно. Німецький антикознавець Фрідріх Мюнцер припустив, що Луцій-дід — це Луцій Манлій Вульсон Лонг, консул 256 і 250 років до н. е., який командував в Африці разом з Марком Атілієм Регулом під час Першої Пунічної війни. У джерелах згадуються двоє його синів, Луцій (претор 218 року) та Публій Манлій Вульсон (претор 210 року), але міг бути й третій, Гней-старший, який помер рано (можливо, він загинув в одній з сутичок Другої Пунічної війни). Братами Луція-онука були Гней, консул 189 року до н. е., і Авл, консул 178 року до н. е. Залишається неясним, хто був старшим — Луцій або Гней.
Луцій Манлій згадується в збережених джерелах, починаючи зі 197 року до н. е., коли він обіймав посаду претора і керував провінцією Сицилія. Марк Тулій Цицерон в одній зі своїх промов проти Верреса говорить про претора на ім'я Тіт Манлій, який переселив до Акраганту колоністів з декількох інших сицилійських міст. Антикознавці припускають, що мова йде саме про Луція: оратор міг просто переплутати преномени.
191 році до н. е., під час Антіохової війни, при Фермопілах поруч з Марком Порцієм Катоном (згодом Цензорієм) бився, згідно з Плутархом, якийсь Луцій Манлій, «досвідчена з ходіння по горах людина». Німецький антикознавець Фрідріх Мюнцер констатує, що це міг бути Вульсон, але вважає надійність такого ототожнення не надто високою.
Брат Луція Гней у 189 році до н. е. став консулом і вирушив до Малої Азії, де затіяв війну з галатами. Луцій супроводжував брата як легат. Він командував однією з трьох армійських колон, які штурмували укріплення толістобогіїв на горі Олімп; в 188 р. до н. е. Гней направив його на чолі 4-тисячного загону проти міста Ороанда, влада якого тягнула з виплатою контрибуції. Виконавши доручення, Луцій Манлій негайно попрямував спільно з Квінтом Минуцієм Термом до басилевса Антіоха III, щоб домогтися від нього ратифікації Апамейского мирного договору. Після цього він вже не згадується в джерелах.